# Тимофеевский, Леонид Сергеевич
Леонид Сергеевич Тимофеевский (20 июня 1938, Вологда — 5 марта 2018, Санкт-Петербург) — советский и российский ученый, специалист в области холодильной техники и горной теплофизики. Заслуженный деятель науки и техники Российской Федерации, профессор, доктор технических наук, лауреат Премии Правительства Российской Федерации в области науки и техники, заведующий кафедрой холодильных машин Ленинградского (Санкт-Петербургского) технологического института холодильной промышленности (ЛТИХП), Санкт-Петербургской государственной академии холода и пищевых технологий, Санкт-Петербургского государственного университета низкотемпературных и пищевых технологий.

## Биография
Родился 20 июня 1938 года в городе Вологда.
В 1961 году окончил Ленинградский технологический институт холодильной промышленности (ЛТИХП), холодильный факультет по специальности «Холодильные машины, аппараты и установки».
Занимал должности старшего научного сотрудника Института теплофизики Сибирского отделения АН СССР (1964—1970), заведующего проблемной научно-исследовательской лабораторией горной теплофизики Ленинградского горного института (1970—1975), декана факультета холодильной техники ЛТИХП (1988—2006) и заведующего кафедрой холодильных машин ЛТИХП (1991—2010).
Изучал процессы тепломассопереноса в абсорбционных холодильных машинах и термотрансформаторах, заложив научные основы проектирования систем тепло- и хладоснабжения на их основе. Принимал непосредственное участие в создании, испытаниях и запуске первых промышленных образцов абсорбционных машин в СССР (Черниговский комбинат синтетического волокна (1963—1966), Ленинградский Большой концертный зал «Октябрьский» (1967)).
Автор (соавтор) свыше 170 научных работ, в том числе монографии «Абсорбционные преобразователи теплоты» (1989, 2005), учебников для студентов вузов «Холодильные машины» (1985, 1997, 2006), учебного пособия «Тепловые и конструктивные расчеты холодильных машин, тепловых насосов и термотрансформаторов» (2006) и 40 авторских свидетельств и патентов. Подготовил 20 кандидатов и 4 доктора наук.
Заслуженный деятель науки и техники Российской Федерации. Награждён знаком «Изобретатель СССР», медалями ВДНХ, орденом «Знак Почёта». В 1994 году был избран академиком Международной академии холода и членом национального комитета Парижского международного института холода. В 2013 году ему была присуждена премия Правительства Российской Федерации в области науки и техники за разработку и внедрение абсорбционных термотрансформаторов.